# 365 (歌曲)
〈365〉是俄裔德國音樂製作人捷德和美國歌手凱蒂·佩芮的一首歌曲。它與音樂錄影帶共同於2019年2月14日發行，並由華倫·傅執導。歌曲在比利時法蘭德斯、保加利亞、捷克、以色列和葡萄牙奪得榜首，並在二十幾個國家取得前40名。歌曲還獲得《滾石》、《Spin》、《紙》和《Idolator》取得好評。

## 背景
2018年8月，捷德在見證巡迴演唱會的澳洲和紐西蘭場擔任開場嘉賓。在演唱會時，兩人一起創作新音樂，儘管捷德當時不確定這場合作是否會創作出任何素材。2019年1月，有謠言指出歌曲即將發行，最終被洩漏。後來，它於二月在環球音樂出版集團進行註冊，這首歌接著出現在Shazam並已註冊，但之後遭到刪除並重新添加。2月13日，捷德和佩芮開始在Twitter互相傳表情符號，之後捷德分享影片的預告。

## 專業評價
《滾石》的布蘭妮·斯帕諾斯（Brittany Spanos）讚賞歌曲，並稱其是首「樂天和有催眠作用的情歌」。